# مأمور مخفی
مأمور مخفی: یک داستان ساده (به انگلیسی: The Secret Agent: A Simple Tale) رمانی است نوشته جوزف کنراد که در سال ۱۹۰۷ منتشر شده است. داستان در لندن سال ۱۸۸۶ اتفاق می‌افتد و به آقای آدولف ورلاک و کارش که جاسوسی برای کشور ناگفته‌ای (احتمالاً روسیه) است مربوط می‌شود. مأمور مخفی قابل توجه است چون یکی از داستان‌های سیاسی کنراد است که در آن نویسنده از داستان‌های سابقش که در مورد دریانوردی بود به سمت نوشتن رمان سیاسی حرکت کرد.
رمان به طور گسترده‌ای با آنارشیسم، جاسوسی، تروریسم و همچنین استثمار افراد آسیب‌پذیر بویژه رابطه ورلاک با برادر زنش استیو که عقب‌مانده ذهنی است، ارتباط دارد.
رمان در فهرست بهترین کتاب‌های قرن بیستم کتابخانه مدرن رتبه چهل و ششم را دارد.
به علت تروریستی بودن موضوع کتاب یکی از سه کتابی بود که دو هفته بعد از حملات یازده سپتامبر در مطبوعات آمریکا در مورد آن صحبت‌های زیادی شد.

## ترجمه به فارسی
- «مأمور سری»، مترجم: پرویز داریوش، انتشارات بزرگمهر، سال ۱۳۶۵
- «مأمور مخفی»، مترجم: سهیل سُمی، انتشارات برج، سال ۱۴۰۱